# Jejum pré-operatório

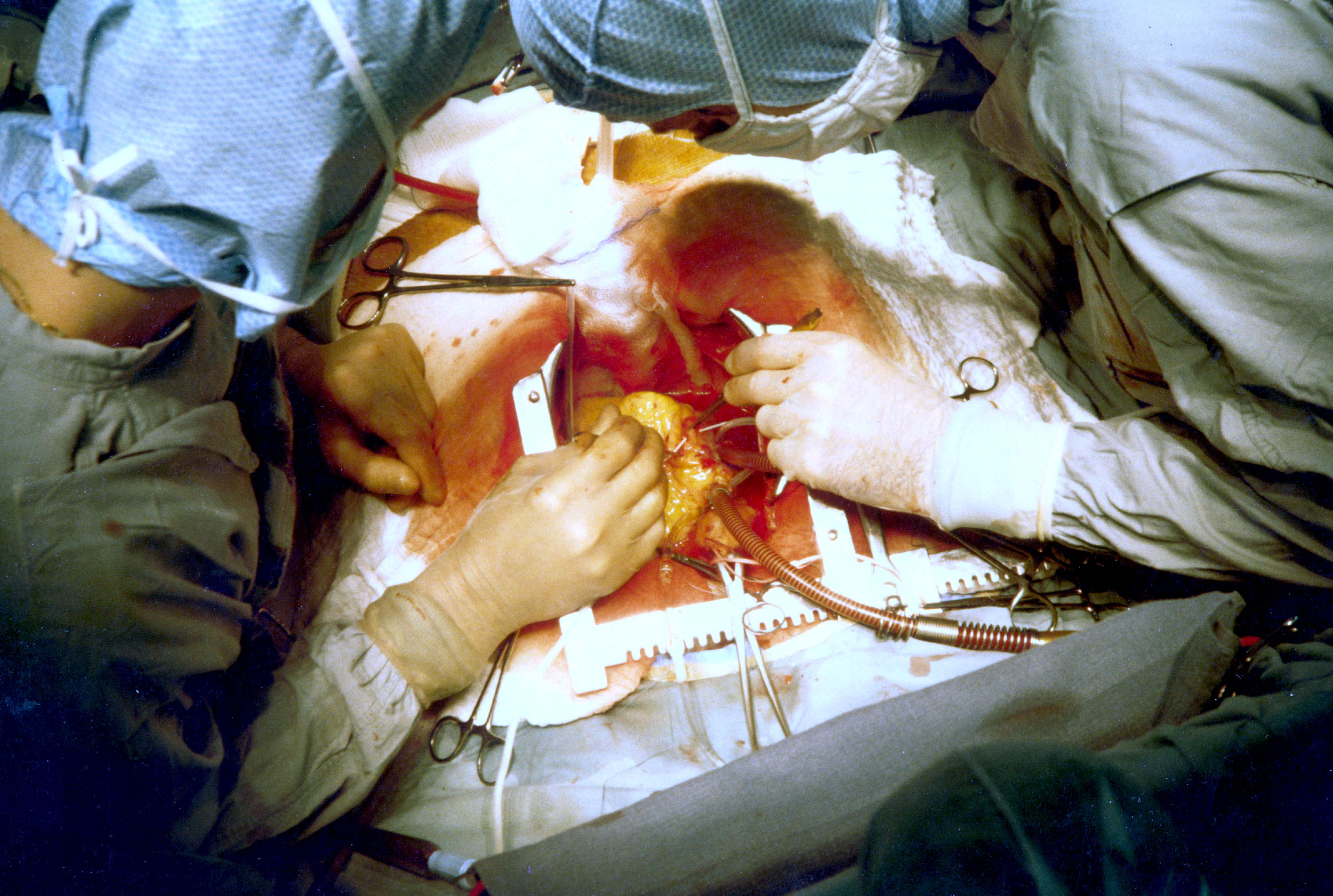
Geralmente qualquer cirurgia sob anestesia geral requer jejum, a menos que seja uma emergência médica

Jejum pré-operatório é a prática de uma abstenção da ingestão de comida e líquidos por um tempo antes de uma operação cirúrgica ser executada. Destina-se a impedir a aspiração pulmonar do conteúdo gástrico durante a anestesia.

## Aspiração pulmonar
A principal razão para o jejum pré-operatório é para prevenir a aspiração pulmonar do conteúdo do estômago, enquanto sob os efeitos da anestesia. A aspiração de tão pouco quanto 30-40ml pode ser uma importante causa de sofrimento e morte durante uma operação e, portanto, o jejum é realizado para reduzir o volume do conteúdo do estômago, tanto quanto possível. Vários fatores podem predispor à aspiração do conteúdo estomacal, incluindo anestesia inadequada, gravidez, obesidade, via aérea difícil, cirurgia de emergência (já que o tempo de jejum é reduzido), estômago cheio e mobilidade gastrointestinal alterada. Um tempo maior de jejum leva à diminuição da lesão caso ocorra uma aspiração.

## Condições gástricas
Além do jejum, os antiácidos devem ser administrados na noite anterior (ou na manhã de uma operação à tarde) e novamente duas horas antes da cirurgia. Isso é para aumentar o pH do ácido presente no estômago, ajudando a reduzir os danos causados por aspiração pulmonar, caso ocorra. Bloqueadores dos receptores H2 deve ser utilizado em situações de alto risco e devem ser administrados nos mesmos intervalos de tempo que os antiácidos.
Gastroparesia (retardo no esvaziamento gástrico) pode ocorrer e é devida a causas metabólicas (por exemplo, diabetes mellitus mal controlada), motilidade gástrica diminuída (por exemplo, devido a lesões cranianas) ou obstrução pilórica (por exemplo, estenose pilórica). O retardo no esvaziamento gástrico geralmente afeta apenas o esvaziamento do estômago de alimentos ricos em celulose, como legumes.
Ocasionalmente, o refluxo gastroesofágico pode ser associado com retardo no esvaziamento gástrico de líquidos dos sólidos, mas claramente não são afetados. A pressão intra-abdominal aumentada (por exemplo, na gravidez ou obesidade) predispõe à regurgitação. Certas drogas, como opiáceos podem causar atrasos marcados no esvaziamento gástrico, assim como o trauma, que pode ser determinado por alguns indicadores, tais como sons normais do intestino e a fome do paciente.

## Tempos mínimos de jejum
Os tempos mínimos de jejum antes da cirurgia têm sido debatidos. Seguem-se as orientações recomendadas para a instrução de nada por via oral antes da cirurgia:
| Idade                         | Sólidos | Líquidos claros |
| ----------------------------- | ------- | --------------- |
| <6 meses                      | 4 horas | 2 horas         |
| 6-36 meses                    | 6 horas | 3 horas         |
| >36 meses (incluindo adultos) | 8 horas | 3 horas         |

Quando a anestesia é necessária em uma situação de emergência, uma aspiração nasogástrica geralmente é realizada para reduzir o conteúdo gástrico e os riscos de sua aspiração pulmonar.